# Thomas Plaß
Thomas Plaß (* vermutlich in Berka; † um die Jahreswende 1608/1609 wohl in Lübeck) war ein deutscher Jurist und Ratssekretär der Hansestadt Lübeck.

## Leben
Die genauen Lebensdaten von Thomas Plaß liegen im Dunkeln. Nach der Vermutung von Friedrich Bruns handelt es sich um den 1580/81 an der Universität Erfurt immatrikulierten Thomas Blatz Berckensis. Thomas Plaß ist dann 1590/91 mehrfach als Respondent und Präside mit Bestätigung dieser Herkunft an der Universität Helmstedt im VD16 überliefert. 1597 wird er vom Lübecker Rat unter Erwähnung seiner Qualifikation als Magister zum Registrator bestellt, aber erst 1599 auf das Amt vereidigt. Mit der Ernennung des späteren Lübecker Ratssekretärs Friedrich Popping zum Registrator rückte er 1602 zum Ratssekretär der Hansestadt Lübeck auf. Am 1. November 1608 befand er sich noch im Dienst und erhielt vom Lübecker Rat mehrere Aufträge zur Abarbeitung. Bereits im Februar 1609 erfolgen Zahlungen an seine Witwe.